# Delia Parodi
Pour les articles homonymes, voir Parodi.
Delia Parodi, née en 1913 à Ingeniero Luiggi (Argentine) et morte le 13 mai 1991 à Buenos Aires (Argentine), est une femme politique argentine, la première à occuper des fonctions électives de premier plan.

## Biographie

### Origines et carrière professionnelle
Delia Delfina Degliuomini est née dans la province de La Pampa de parents d'origine italienne. Sa famille déménage à Buenos Aires en 1917 et vit dans des conditions modestes. Elle suit des études secondaires puis rencontre Juan Carlos Parodi. Le couple dirige une petite entreprise et, en 1944, Delia Parodi est embauchée comme sténographe au ministère du Travail, alors dirigé par le colonel Juan Perón. Elle assiste Perón lorsqu'il entreprend une collecte de fonds pour payer les dommages du tremblement de terre de San Juan de 1944 et devient proche de sa fiancée et conseillère, Eva Duarte, laquelle devient bientôt son épouse. Après l'élection de Perón à la présidence en 1946, Delia Parodi travaille dans un bureau organisant le recensement de 1947 au sein de la province de San Luis. Cette expérience lui vaut d'être promue médiatrice locale dans le quartier Palermo de Buenos Aires.

### Carrière politique
L'adoption du suffrage féminin en Argentine en 1949 et son travail lui permettent d'être élue à la Chambre des députés en 1951, devenant l'une des 22 premières femmes à siéger au Congrès. Elle est la première femme à faire un discours officiel au sein du Congrès argentin et se spécialise dans les questions de propriété intellectuelle et de droits des consommateurs. Après la mort de la Première dame Eva Perón en 1952, elle lui succède à la présidence du Parti péroniste féminin et représente l'Argentine à l'Union interparlementaire. Le 25 avril 1953, elle a été élue à l'unanimité première vice-présidente de la Chambre, devenant la première femme argentine à occuper une telle fonction parlementaire (aucune femme politique n'a depuis eu une telle position au sein du Congrès argentin).

### Prison et exil
Elle a été emprisonnée le 19 septembre 1955, après le renversement de Perón, et reste détenue jusqu'en mars 1958. Elle est graciée par le président Arturo Frondizi, nouvellement élu (qui l'avait emporté avec le soutien de Perón), Elle part ensuite en exil en Uruguay voisin et reste séparée de son mari ; elle retourne seulement en Argentine dans le secret pour assister à ses funérailles mais fuit de nouveau, après que la police l'ait reconnue. Elle déménage ensuite à Madrid (Espagne), où Perón vivait depuis 1961. Sans se décourager, elle l'aide à organiser son retour en Argentine en décembre 1964. Se présentant comme « Delia et Juan Sosa » et arborant passeports paraguayens, le faux couple est intercepté à Rio de Janeiro par les services secrets brésiliens. Cette interpellation est suivie d'un mandat d'arrêt d'Interpol à son encontre et d'une détention à Paris (France).

### Retour en Argentine et fin de vie
Elle reste toutefois en contact avec Perón et le rejoint en Argentine lorsqu'il redevient président, le 20 juin 1973. Ce dernier meurt en fonctions un an plus tard.
Affectée par des soucis de santé et la violence de la dictature, elle reste discrète les années suivantes. Après le retour à la démocratie en 1983, elle participe à de nombreuses interviews et publie une autobiographie. Elle meurt en 1991, à 78 ans. Son cercueil est installé dans le hall du Congrès et la pièce principale dévolue aux conférences de presse au sein de la Chambre des députés est nommé en son honneur en 2003.

## Sources
- (en) Cet article est partiellement ou en totalité issu de l’article de Wikipédia en anglais intitulé « Delia Parodi » (voir la liste des auteurs).